# Xanthorhoe spatuluncus
Xanthorhoe spatuluncus är en fjärilsart som beskrevs av Edward P. Wiltshire 1982. Xanthorhoe spatuluncus ingår i släktet Xanthorhoe och familjen mätare. Inga underarter finns listade i Catalogue of Life.